# Ángel Rodríguez del Barrio
Ángel Rodríguez del Barrio (1876 - 1936) était un militaire espagnol ayant joué un rôle de premier plan dans la conspiration contre la République après la victoire du Front populaire de février 1936.
Après une carrière dans des unités combattantes (dans la guerre d’indépendance philippine, puis dans la guerre du Rif), Rodríguez del Barrio occupa des postes de commandement dans la métropole espagnole et exerça des fonctions dans la haute administration de l’armée. Il fait figure de l’un des hommes clef du complot militaire contre la République, tentant notamment d’organiser, mais en vain, un coup d’État dès mars 1936. 
Piégé dans Madrid après l’éclatement de la Guerre civile, il ne fut pas inquiété par les autorités républicaines et succomba bientôt à un cancer terminal.

## Biographie

### Carrière militaire
À l’issue de sa formation militaire à l’Académie d'infanterie de Tolède (es), où il avait été inscrit comme cadet le 27 août 1893, Ángel Rodríguez del Barrio fut envoyé dans l’archipel des Philippines pour y combattre le mouvement indépendantiste et participa à de nombreuses opérations militaires. Le 19 juin 1898, il fut fait prisonnier, réussit cependant à fuir peu de mois plus tard, le 30 décembre, et à se réintégrer dans l’armée espagnole. En 1909, il fut engagé au Maroc, avec comme lieu d’affectation la place de Melilla, où il resta jusqu’au début de 1910 et où il fut aide de camp du général Felipe Alfau Mendoza, premier en date des hauts-commissaires d'Espagne au Maroc et commandant militaire de Ceuta. En 1916, il se trouvait doté déjà du rang de colonel. Pendant la Première Guerre mondiale, il faisait partie de la Commission militaire espagnole chargée de visiter le front de l’Ouest entre le 26 mars et le 26 avril 1917.
Ensuite, dans le cadre de la guerre du Rif, Rodríguez del Barrio participa en juillet 1919 à l’opération militaire qui, en visant la position de Oued Ras, avait pour objectif de sécuriser la route entre Tétouan et Larache et qui déboucha le 11 juillet sur la débâcle de Koudiat Ar Raouda. En effet, dans la nuit du 10 au 11 juillet, le colonel Rodríguez del Barrio s’empara de la position de Koudiat Ar Raouda, mais ses troupes furent bientôt encerclées par les rebelles rifains qu’une erreur espagnole avait inopportunément alertés, et ne pourront être libérées que le 13 juillet par une colonne de secours dépêchée en renfort par le général Berenguer. L’opération se solda par d’importantes pertes côté espagnol : 75 morts, dont sept officiers, affreusement mutilés, et entre 60 et 80 disparus.
Le 19 mai 1924, il fut promu au grade de général de division.

### Seconde République
En avril 1931, au moment où fut proclamée la Seconde République, Rodríguez del Barrio était gouverneur militaire de Tenerife. Quelques jours plus tard, le 18 avril, il se vit confier le poste de capitaine général des Canaries laissé vacant par le lieutenant-général José Rodríguez Casademunt, parti à la retraite. Dès juin de la même année, Rodríguez del Barrio fut remplacé par Enrique Salcedo Molinuevo, mais continua à occuper sous la République d’importants postes de commandement militaires ; ainsi fut-il désigné en septembre 1933 inspecteur général de l’armée,. En juillet 1935, alors qu’il exerçait comme inspecteur général et vice-président du Conseil directeur du ministère de la Guerre, il dut subir une intervention chirurgicale pour quelque affection grave ; au terme d’une période de convalescence, il prit la tête de la Première Inspection de l’armée.

#### Conspirations
Au lendemain des élections de février 1936, qui avaient vu la victoire du Front populaire, un coup de force fut tenté dans le but d’empêcher la passation de pouvoir aux vainqueurs du scrutin. Le 18 février, Manuel Goded, Joaquín Fanjul et Rodríguez del Barrio eurent une réunion avec Franco, où il fut affirmé que l’armée devait, le cas échéant et en tant que de besoin, agir de sa propre initiative. Ainsi, dans la nuit du 17 au 18 février, plusieurs militaires tentèrent d’organiser un coup d’État « à partir des centres de pouvoir », qui aurait à être suivi d’un soulèvement des garnisons militaires. Le président de la CEDA et ancien ministre de la Guerre, José María Gil-Robles, tenta le premier d’obtenir que le président du gouvernement en exercice, Portela Valladares, décrète l’« état de guerre » (en vertu duquel le pouvoir passerait aux mains des autorités militaires) et annule le scrutin. Il fut suivi en cela par le général Franco, alors toujours chef d’état-major de l’armée, qui alla jusqu’à donner aux commandants militaires l’instruction de proclamer l’état de guerre. Franco contacta par téléphone les généraux Goded et Rodríguez del Barrio pour les exhorter à tenter de convaincre d’autres haut gradés. Rodríguez del Barrio qui, en tant qu’inspecteur général de l’armée, avait de nombreuses relations parmi les militaires, s’employa à sonder les différentes garnisons de Madrid et à les appeler à se soulever et à sortir dans la rue. Cependant, à l’issue de plusieurs appels en ce sens, tant Goded que Rodríguez del Barrio durent faire part à Franco de l’échec de leurs démarches. Finalement, désavoué par Portela Valladares et par le général Molero, Franco s’avisa alors que la situation n’était pas mûre et préféra renoncer.
Le 8 mars 1936 se tint à Madrid, au logis de José Delgado, député cédiste et ami de Gil-Robles, une réunion où étaient présents plusieurs généraux, nommément — outre Rodríguez del Barrio, qui avait remplacé Goded à la tête de la conspiration, après le départ de celui-ci vers un poste dans les Baléares, — : Emilio Mola, Luis Orgaz, Rafael Villegas, Joaquín Fanjul, Francisco Franco, Miguel García de la Herrán, Manuel González Carrasco, Andrés Saliquet et Miguel Ponte, aux côtés du colonel José Enrique Varela et du lieutenant-colonel Valentín Galarza, homme fort de l’UME. Les participants à la réunion convinrent d’organiser un « soulèvement militaire » qui devait renverser le gouvernement du Front populaire nouvellement constitué et « rétablir l’ordre à l’intérieur et le prestige international de l’Espagne »,,,. Les généraux conjurés s’accordèrent également à offrir au général Sanjurjo, alors en exil au Portugal, la direction de la Junte militaire prévue pour être mise sur pied, et de confier, sous la pression du même Sanjurjo, la coordination de l’insurrection militaire en Espagne au général Rodríguez del Barrio,. Cependant, Rodríguez del Barrio, à ce moment gravement atteint d’un cancer de l'estomac, était promis à une mort prochaine. C’est pour cette raison sans doute, et aussi parce qu’il soupçonnait que le gouvernement était informé de la trame ourdie par les militaires, à quoi s’ajoutait son peu de confiance dans les officiers de la garnison de Barcelone, qu’il décida à la dernière minute de faire machine arrière et d’ajourner le soulèvement,.

### Guerre civile
En dépit de son implication dans la conspiration militaire, le gouvernement républicain s’abstint de l’appréhender et de le mettre en détention. En août 1936, le général Juan García Gómez-Caminero prit sa place comme membre de la Chambre militaire du Tribunal suprême. Le 7 novembre 1936, Rodríguez del Barrio succomba à son cancer.